# Nephrotoma citreiceps
Nephrotoma citreiceps är en tvåvingeart som beskrevs av Paul Gustav Eduard Speiser 1923.
Nephrotoma citreiceps ingår i släktet Nephrotoma och familjen storharkrankar. Inga underarter finns listade i Catalogue of Life.